# 長谷川延年
長谷川延年（はせがわ えんねん、享和3年（1803年） – 明治20年（1887年）3月7日）は、江戸時代後期から明治期の日本の随筆家・目録家・篆刻家。道教を信仰し伝来する経典を渉猟。模刻して施本した。
名は真人、初名を庸敕（つねとら）としたが後に長庸と改名。字を守真・士樸・子惇、延年は号で他に如一・山隠・楓洞、斎室名に鞱光斎・博愛堂・洞玄閣・幃間居など。通称式部。河内八尾の人。

## 略伝
先祖は豊臣氏の家臣で後に三条家に仕えたという。延年は京都で生まれ父の事情ですぐに大坂に連れて来られ、松江町に住む。戸籍上、蒿善兵衛の長男となっているが、自身は長谷川慶三が父と述べている。
15歳の頃、伝来した道教の善書『感応篇』・『陰隲文』を読み、衝撃を受ける。これ以降、生涯を通じて道教を信仰した。21歳の頃に善書の集大成『文帝全書』50巻を入手。この一部を模刻して施本した。そののちも善書の模刻・写本を精緻に行っている。道教の信仰に全身全霊を傾けその精進のためとした。31歳（天保4年）の時、今まで模刻した善書をすべて合わせ綴じ『覚夢篇』として施本。35歳（天保8年）の時、大塩平八郎の乱によって居宅が焼失。模刻してきた版木を悉く失ってしまい、手元には『覚夢篇』一冊のみが残った。これ以後、施本活動は途絶えた。なお、大塩平八郎とは親交があったといわれる。
延年の篆刻は前川虚舟の印風に近く石鼓派に分類される。自刻印の印譜『鞱光斎篆刻印譜』は文政7年9月に最初の「乾巻」が編まれてから延べ50冊に至るまで累々と編まれた。これは善書の施本活動と同じく道教信仰の精進の現れで「諸悪莫作 衆善奉行」を為すことにほかならなかった。安政4年（1860年）にはついに日本における古印の集大成と称される『博愛堂集古印譜』を上梓する。これは藤原惺窩・高芙蓉・藤貞幹・穂井田忠友・源嵩年などの古印譜から700方余りの印影を集め、緻密に模刻した印譜である。
34歳のとき三条家に仕え、69歳にて致仕している。55歳で杉原氏世津を娶るが、子どもに恵まれず、後に養子を迎えている。享年86。法名釈了真。慶徳寺（大阪府八尾市南本町）の杉原家墓地に葬られる。

## 著作・施本
- 随筆『見聞雑録』
- 印譜『鞱光斎篆刻印譜』
- 『覚夢篇』天保4年
- 印譜『博愛堂集古印譜』半紙本13冊・増補上下2冊、安政4年（1860年）
- 『目録目書并地理書目漂流書目』慶応3年

## 別号一覧
- 不易・如一・山隠・楓洞・知足・大白廬・山隠口夫・陸沈・玄黙・荊石・光花・玉芝
- 鞱光斎・博愛堂・洞玄閣・幃間居・赤霞楼・正柏山房・方徳園・朴庵主人・釆芝坊記・懐玉館主・椿屋・石亭・玉泉軒

## 蔵書印
- 鞱光斎
- 長谷川氏寿刻
- 浪華金城西長谷川不易
- 隠口乃長谷川
- 己母利久乃波渡世河
- 長谷川蔵書記
- 長谷河文庫
- 楓洞架蔵記
- 長庸祕笈
- 幃間居蔵
- 楓洞山人写字之記